# Сербія на літніх Олімпійських іграх 2008
Сербія на літніх Олімпійських іграх 2008 року в Пекіні була представлена 92 спортсменами в 11 видах спорту. Це друга самостійна участь збірної Сербії на Олімпійських іграх за останні 96 років. Після літніх Олімпійських ігор в Стокгольмі 1912 року сербські спортсмени брали участь тільки у складі збірних Королівства Югославія, Федеративної Народної Республіки Югославія, Соціалістичної Федеративної Республіки Югославія, Союзної Республіки Югославія, незалежних олімпійських учасників, а також Державного Союзу Сербії і Чорногорії.

## Призери
У неофіційному загальнокомандному заліку збірна Сербії зайняла 61 місце, здобувши одну срібну та дві бронзові медалі. Якщо не брати до уваги медалі, здобуті у складі збірних Югославії і Чорногорії — це перші здобуті медалі під прапором Сербії.
| Медаль | Фото | Ім'я | Вид спорту | Дисципліна                       |
| ------ | ---- | --- | ---------- | -------------------------------- |
| Срібло |      | Милорад Чавич | Плавання   | 100 метрів батерфляєм (чоловіки) |
| Бронза |      | Новак Джокович | Теніс      | чоловічий одиночний розряд       |
| Бронза |      | Денис Шефік, Андрія Прлайнович, Живко Гоцич, Ваня Удовичич, Деян Савич, Душко Пієтлович, Філіп Філіпович, Александар Чирич, Александар Шапич, Бранко Пекович, Владимир Вуясинович, Слободан Соро, Нікола Раджен | Водне поло | чоловічий турнір                 |

## Національні рекорди
| Вид спорту | Дисципліна                | Чоловік /Жінка | Результат | Спортсмен          |
| ---------- | ------------------------- | -------------- | --------- | ------------------ |
| Плавання   | 100 метрів вільним стилем | Ч              | 48,15     | Милорад Чавич      |
| Плавання   | 100 метрів батерфляєм     | Ч              | 50,59     | Милорад Чавич      |
| Плавання   | 200 метрів вільним стилем | Ч              | 1:50,80   | Радован Сілевскі   |
| Плавання   | 200 метрів вільним стилем | Ж              | 2:03,19   | Міліца Остоїч      |
| Плавання   | 100 метрів на спині       | Ж              | 1:03,16   | Маріца Штражмештер |

| Вид спорту            | Чоловіки | Жінки | Разом |
| --------------------- | -------- | ----- | ----- |
| Легка атлетика        | 5        | 5     | 10    |
| Їзда на велосипеді    | 2        | 0     | 2     |
| Академічне веслування | 2        | 1     | 3     |
| Водне поло            | 13       | 0     | 13    |
| Волейбол              | 12       | 12    | 24    |
| Плавання              | 5        | 4     | 9     |
| Боротьба              | 2        | 0     | 2     |
| Настільний теніс      | 1        | 0     | 1     |
| Стрілецький спорт     | 3        | 2     | 5     |
| Теніс                 | 3        | 2     | 5     |
| Футбол                | 18       | 0     | 15    |
| Усього(11)            | 66       | 26    | 92    |

### Академічне веслування
Брали участь три спортсмени в двох дисциплінах.
| № | Спортсмен     | Рік і місце народження  | Дисципліна        | Результати виступів | Примітки |
| - | ------------- | ----------------------- | ----------------- | --- | -------- |
| 1 | Іва Обрадович | 1984, Новий Сад, Сербія | одиночки (жінки)  | Відбіркові гонки: 7:49,13 (2 місце) Чвертьфінал: 7:39,16 (3 місце) Півфінал А/В: 7:52,39 (5 місце) Фінал В: 7:53,83 (5 місце) Підсумок: 11 місце |          |
| 2 | Нікола Стоїч  | 1974, Белград, Сербія   | двійки (чоловіки) | Відбіркові гонки: 6:46,71 (2 місце) Півфінал: 6:38,96 (4 місце) Фінал В: 6:49,12 (1 місце) Підсумок: 7 місце                                     |          |
| 3 | Горан Ягар    | 1984, Белград, Сербія   | двійки (чоловіки) | Відбіркові гонки: 6:46,71 (2 місце) Півфінал: 6:38,96 (4 місце) Фінал В: 6:49,12 (1 місце) Підсумок: 7 місце                                     |          |

### Боротьба
Брали участь два спортсмени в одному виді боротьби — греко-римській, проте в різних вагових категорвях — до 55 та до 60 кг.
| № | Спортсмен      | Рік і місце народження | Дисципліна                        | Результати виступів | Примітки                                                     |
| - | -------------- | ---------------------- | --------------------------------- | --- | ------------------------------------------------------------ |
| 1 | Кристіян Фріс  | 1984, Сента, Сербія    | греко-римська боротьба (до 55 кг) | Кваліфікація: Юрій Коваль — 10:7 (6:4, 1:2, 3:1) 1/8 фіналу: Назир Манкієв — 0:10 (0:4, 0:6) Підсумок: пройшов до 1 раунду втішного турніру Втішний турнір, 1 раунд: Ільдар Хафізов — 5:1 (4:0, 1:1) Втішний турнір, 2 раунд: Хамід Сор'ян — 1:6 (0:5, 1:1) Підсумок: 7 місце з 19 спортсменів | Сербія в загальнокомандному заліку зайняла 23 місце (4 очки) |
| 2 | Давор Штефанек | 1985, Суботиця, Сербія | греко-римська боротьба (до 60 кг) | 1/8 фіналу: Ділшод Аріпов — 2:5 (1:1, 1:4) Підсумок: 15 місце з 20 спортсменів | Сербія в загальнокомандному заліку зайняла 23 місце (4 очки) |

### Водне поло
Брали участь 13 спортсменів чоловічої команди. Головний тренер — Деян Удовічич.
| №  | Спортсмен           | Рік і місце народження    | Дисципліна                    | Результати виступів | Примітки                                           |
| -- | ------------------- | ------------------------- | ----------------------------- | --- | -------------------------------------------------- |
| 1  | Денис Шефік         | 1976, Ниш, Сербія         | водне поло (чоловічий турнір) | Група В: Німеччина — 11:7 (1:3, 5:2, 2:2, 3:0) Хорватія — 8:11 (3:1, 1:4, 1:4, 3:2) США — 4:2 (0:0, 2:1, 2:0, 0:1) Китай — 15:5 (5:2, 2:1, 4:2, 4:0) Італія — 12:13 (3:3, 2:3, 3:5, 4:2) Підсумок: 3 місце в групі, пройшли до чвертьфіналу Чвертьфінал: Іспанія — 9:5 (0:1, 5:1, 2:1, 2:2) Півфінал: США — 5:10 (3:3, 1:2, 1:2, 0:3) Матч за третє місце: Чорногорія — 6:4 (2:0, 2:1, 2:1, 0:2) Підсумок: бронзова медаль | Друга бронзова медаль Сербії на Олімпіаді в Пекіні |
| 2  | Андрія Прлайнович   | 1987, Дубровник, Хорватія | водне поло (чоловічий турнір) | Група В: Німеччина — 11:7 (1:3, 5:2, 2:2, 3:0) Хорватія — 8:11 (3:1, 1:4, 1:4, 3:2) США — 4:2 (0:0, 2:1, 2:0, 0:1) Китай — 15:5 (5:2, 2:1, 4:2, 4:0) Італія — 12:13 (3:3, 2:3, 3:5, 4:2) Підсумок: 3 місце в групі, пройшли до чвертьфіналу Чвертьфінал: Іспанія — 9:5 (0:1, 5:1, 2:1, 2:2) Півфінал: США — 5:10 (3:3, 1:2, 1:2, 0:3) Матч за третє місце: Чорногорія — 6:4 (2:0, 2:1, 2:1, 0:2) Підсумок: бронзова медаль | Друга бронзова медаль Сербії на Олімпіаді в Пекіні |
| 3  | Нікола Раджен       | 1985, Сомбор, Сербія      | водне поло (чоловічий турнір) | Група В: Німеччина — 11:7 (1:3, 5:2, 2:2, 3:0) Хорватія — 8:11 (3:1, 1:4, 1:4, 3:2) США — 4:2 (0:0, 2:1, 2:0, 0:1) Китай — 15:5 (5:2, 2:1, 4:2, 4:0) Італія — 12:13 (3:3, 2:3, 3:5, 4:2) Підсумок: 3 місце в групі, пройшли до чвертьфіналу Чвертьфінал: Іспанія — 9:5 (0:1, 5:1, 2:1, 2:2) Півфінал: США — 5:10 (3:3, 1:2, 1:2, 0:3) Матч за третє місце: Чорногорія — 6:4 (2:0, 2:1, 2:1, 0:2) Підсумок: бронзова медаль | Друга бронзова медаль Сербії на Олімпіаді в Пекіні |
| 4  | Ваня Удовичич       | 1982, Белград, Сербія     | водне поло (чоловічий турнір) | Група В: Німеччина — 11:7 (1:3, 5:2, 2:2, 3:0) Хорватія — 8:11 (3:1, 1:4, 1:4, 3:2) США — 4:2 (0:0, 2:1, 2:0, 0:1) Китай — 15:5 (5:2, 2:1, 4:2, 4:0) Італія — 12:13 (3:3, 2:3, 3:5, 4:2) Підсумок: 3 місце в групі, пройшли до чвертьфіналу Чвертьфінал: Іспанія — 9:5 (0:1, 5:1, 2:1, 2:2) Півфінал: США — 5:10 (3:3, 1:2, 1:2, 0:3) Матч за третє місце: Чорногорія — 6:4 (2:0, 2:1, 2:1, 0:2) Підсумок: бронзова медаль | Друга бронзова медаль Сербії на Олімпіаді в Пекіні |
| 5  | Деян Савич          | 1975, Белград, Сербія     | водне поло (чоловічий турнір) | Група В: Німеччина — 11:7 (1:3, 5:2, 2:2, 3:0) Хорватія — 8:11 (3:1, 1:4, 1:4, 3:2) США — 4:2 (0:0, 2:1, 2:0, 0:1) Китай — 15:5 (5:2, 2:1, 4:2, 4:0) Італія — 12:13 (3:3, 2:3, 3:5, 4:2) Підсумок: 3 місце в групі, пройшли до чвертьфіналу Чвертьфінал: Іспанія — 9:5 (0:1, 5:1, 2:1, 2:2) Півфінал: США — 5:10 (3:3, 1:2, 1:2, 0:3) Матч за третє місце: Чорногорія — 6:4 (2:0, 2:1, 2:1, 0:2) Підсумок: бронзова медаль | Друга бронзова медаль Сербії на Олімпіаді в Пекіні |
| 6  | Душко Пієтлович     | 1985, Новий Сад, Сербія   | водне поло (чоловічий турнір) | Група В: Німеччина — 11:7 (1:3, 5:2, 2:2, 3:0) Хорватія — 8:11 (3:1, 1:4, 1:4, 3:2) США — 4:2 (0:0, 2:1, 2:0, 0:1) Китай — 15:5 (5:2, 2:1, 4:2, 4:0) Італія — 12:13 (3:3, 2:3, 3:5, 4:2) Підсумок: 3 місце в групі, пройшли до чвертьфіналу Чвертьфінал: Іспанія — 9:5 (0:1, 5:1, 2:1, 2:2) Півфінал: США — 5:10 (3:3, 1:2, 1:2, 0:3) Матч за третє місце: Чорногорія — 6:4 (2:0, 2:1, 2:1, 0:2) Підсумок: бронзова медаль | Друга бронзова медаль Сербії на Олімпіаді в Пекіні |
| 7  | Філіп Філіпович     | 1987, Белград, Сербія     | водне поло (чоловічий турнір) | Група В: Німеччина — 11:7 (1:3, 5:2, 2:2, 3:0) Хорватія — 8:11 (3:1, 1:4, 1:4, 3:2) США — 4:2 (0:0, 2:1, 2:0, 0:1) Китай — 15:5 (5:2, 2:1, 4:2, 4:0) Італія — 12:13 (3:3, 2:3, 3:5, 4:2) Підсумок: 3 місце в групі, пройшли до чвертьфіналу Чвертьфінал: Іспанія — 9:5 (0:1, 5:1, 2:1, 2:2) Півфінал: США — 5:10 (3:3, 1:2, 1:2, 0:3) Матч за третє місце: Чорногорія — 6:4 (2:0, 2:1, 2:1, 0:2) Підсумок: бронзова медаль | Друга бронзова медаль Сербії на Олімпіаді в Пекіні |
| 8  | Александар Чирич    | 1977, Белград, Сербія     | водне поло (чоловічий турнір) | Група В: Німеччина — 11:7 (1:3, 5:2, 2:2, 3:0) Хорватія — 8:11 (3:1, 1:4, 1:4, 3:2) США — 4:2 (0:0, 2:1, 2:0, 0:1) Китай — 15:5 (5:2, 2:1, 4:2, 4:0) Італія — 12:13 (3:3, 2:3, 3:5, 4:2) Підсумок: 3 місце в групі, пройшли до чвертьфіналу Чвертьфінал: Іспанія — 9:5 (0:1, 5:1, 2:1, 2:2) Півфінал: США — 5:10 (3:3, 1:2, 1:2, 0:3) Матч за третє місце: Чорногорія — 6:4 (2:0, 2:1, 2:1, 0:2) Підсумок: бронзова медаль | Друга бронзова медаль Сербії на Олімпіаді в Пекіні |
| 9  | Александар Шапич    | 1978, Белград, Сербія     | водне поло (чоловічий турнір) | Група В: Німеччина — 11:7 (1:3, 5:2, 2:2, 3:0) Хорватія — 8:11 (3:1, 1:4, 1:4, 3:2) США — 4:2 (0:0, 2:1, 2:0, 0:1) Китай — 15:5 (5:2, 2:1, 4:2, 4:0) Італія — 12:13 (3:3, 2:3, 3:5, 4:2) Підсумок: 3 місце в групі, пройшли до чвертьфіналу Чвертьфінал: Іспанія — 9:5 (0:1, 5:1, 2:1, 2:2) Півфінал: США — 5:10 (3:3, 1:2, 1:2, 0:3) Матч за третє місце: Чорногорія — 6:4 (2:0, 2:1, 2:1, 0:2) Підсумок: бронзова медаль | Друга бронзова медаль Сербії на Олімпіаді в Пекіні |
| 10 | Владимир Вуясинович | 1973, Рієка, Хорватія     | водне поло (чоловічий турнір) | Група В: Німеччина — 11:7 (1:3, 5:2, 2:2, 3:0) Хорватія — 8:11 (3:1, 1:4, 1:4, 3:2) США — 4:2 (0:0, 2:1, 2:0, 0:1) Китай — 15:5 (5:2, 2:1, 4:2, 4:0) Італія — 12:13 (3:3, 2:3, 3:5, 4:2) Підсумок: 3 місце в групі, пройшли до чвертьфіналу Чвертьфінал: Іспанія — 9:5 (0:1, 5:1, 2:1, 2:2) Півфінал: США — 5:10 (3:3, 1:2, 1:2, 0:3) Матч за третє місце: Чорногорія — 6:4 (2:0, 2:1, 2:1, 0:2) Підсумок: бронзова медаль | Друга бронзова медаль Сербії на Олімпіаді в Пекіні |
| 11 | Бранко Пекович      | 1979, Белград, Сербія     | водне поло (чоловічий турнір) | Група В: Німеччина — 11:7 (1:3, 5:2, 2:2, 3:0) Хорватія — 8:11 (3:1, 1:4, 1:4, 3:2) США — 4:2 (0:0, 2:1, 2:0, 0:1) Китай — 15:5 (5:2, 2:1, 4:2, 4:0) Італія — 12:13 (3:3, 2:3, 3:5, 4:2) Підсумок: 3 місце в групі, пройшли до чвертьфіналу Чвертьфінал: Іспанія — 9:5 (0:1, 5:1, 2:1, 2:2) Півфінал: США — 5:10 (3:3, 1:2, 1:2, 0:3) Матч за третє місце: Чорногорія — 6:4 (2:0, 2:1, 2:1, 0:2) Підсумок: бронзова медаль | Друга бронзова медаль Сербії на Олімпіаді в Пекіні |
| 12 | Слободан Соро       | 1978, Новий Сад, Сербія   | водне поло (чоловічий турнір) | Група В: Німеччина — 11:7 (1:3, 5:2, 2:2, 3:0) Хорватія — 8:11 (3:1, 1:4, 1:4, 3:2) США — 4:2 (0:0, 2:1, 2:0, 0:1) Китай — 15:5 (5:2, 2:1, 4:2, 4:0) Італія — 12:13 (3:3, 2:3, 3:5, 4:2) Підсумок: 3 місце в групі, пройшли до чвертьфіналу Чвертьфінал: Іспанія — 9:5 (0:1, 5:1, 2:1, 2:2) Півфінал: США — 5:10 (3:3, 1:2, 1:2, 0:3) Матч за третє місце: Чорногорія — 6:4 (2:0, 2:1, 2:1, 0:2) Підсумок: бронзова медаль | Друга бронзова медаль Сербії на Олімпіаді в Пекіні |
| 13 | Живко Гоцич         | 1982, Белград, Сербія     | водне поло (чоловічий турнір) | Група В: Німеччина — 11:7 (1:3, 5:2, 2:2, 3:0) Хорватія — 8:11 (3:1, 1:4, 1:4, 3:2) США — 4:2 (0:0, 2:1, 2:0, 0:1) Китай — 15:5 (5:2, 2:1, 4:2, 4:0) Італія — 12:13 (3:3, 2:3, 3:5, 4:2) Підсумок: 3 місце в групі, пройшли до чвертьфіналу Чвертьфінал: Іспанія — 9:5 (0:1, 5:1, 2:1, 2:2) Півфінал: США — 5:10 (3:3, 1:2, 1:2, 0:3) Матч за третє місце: Чорногорія — 6:4 (2:0, 2:1, 2:1, 0:2) Підсумок: бронзова медаль | Друга бронзова медаль Сербії на Олімпіаді в Пекіні |

### Волейбол
Брали участь 24 спортсмени (чоловіча і жіноча команди) — найбільша сербська спортивна делегація на Олімпійських іграх в Пекіні.
| №  | Спортсмен         | Рік і місце народження             | Дисципліна                  | Результати виступів | Примітки |
| -- | ----------------- | ---------------------------------- | --------------------------- | --- | -------- |
| 1  | Нікола Ковачевич  | 1983, Кралево, Сербія              | волейбол (чоловічий турнір) | Група В: Росія — 1:3 (25:20, 21:25, 22:25, 14:25) Бразилія — 1:3 (27:25, 20:25, 17:25, 21:25) Польща — 1:3 (29:31, 25:22, 22:25, 21:25) Німеччина — 3:1 (25:21, 27:25, 24:26, 25:23) Єгипет — 3:0 (25:16, 25:13, 25:17) Підсумок: 4 місце в групі, пройшли до чвертьфіналу Чвертьфінал: США — 2:3 (25:20, 23:25, 25:21, 18:25, 12:15) Підсумок: не пройшли до півфіналу |          |
| 2  | Деян Бойович      | 1983, Смедеревська-Паланка, Сербія | волейбол (чоловічий турнір) | Група В: Росія — 1:3 (25:20, 21:25, 22:25, 14:25) Бразилія — 1:3 (27:25, 20:25, 17:25, 21:25) Польща — 1:3 (29:31, 25:22, 22:25, 21:25) Німеччина — 3:1 (25:21, 27:25, 24:26, 25:23) Єгипет — 3:0 (25:16, 25:13, 25:17) Підсумок: 4 місце в групі, пройшли до чвертьфіналу Чвертьфінал: США — 2:3 (25:20, 23:25, 25:21, 18:25, 12:15) Підсумок: не пройшли до півфіналу |          |
| 3  | Новіца Беліца     | 1983, Хорватія                     | волейбол (чоловічий турнір) | Група В: Росія — 1:3 (25:20, 21:25, 22:25, 14:25) Бразилія — 1:3 (27:25, 20:25, 17:25, 21:25) Польща — 1:3 (29:31, 25:22, 22:25, 21:25) Німеччина — 3:1 (25:21, 27:25, 24:26, 25:23) Єгипет — 3:0 (25:16, 25:13, 25:17) Підсумок: 4 місце в групі, пройшли до чвертьфіналу Чвертьфінал: США — 2:3 (25:20, 23:25, 25:21, 18:25, 12:15) Підсумок: не пройшли до півфіналу |          |
| 4  | Нікола Грбич      | 1973, Клек, Сербія                 | волейбол (чоловічий турнір) | Група В: Росія — 1:3 (25:20, 21:25, 22:25, 14:25) Бразилія — 1:3 (27:25, 20:25, 17:25, 21:25) Польща — 1:3 (29:31, 25:22, 22:25, 21:25) Німеччина — 3:1 (25:21, 27:25, 24:26, 25:23) Єгипет — 3:0 (25:16, 25:13, 25:17) Підсумок: 4 місце в групі, пройшли до чвертьфіналу Чвертьфінал: США — 2:3 (25:20, 23:25, 25:21, 18:25, 12:15) Підсумок: не пройшли до півфіналу |          |
| 5  | Боян Янич         | 1982, Белград, Сербія              | волейбол (чоловічий турнір) | Група В: Росія — 1:3 (25:20, 21:25, 22:25, 14:25) Бразилія — 1:3 (27:25, 20:25, 17:25, 21:25) Польща — 1:3 (29:31, 25:22, 22:25, 21:25) Німеччина — 3:1 (25:21, 27:25, 24:26, 25:23) Єгипет — 3:0 (25:16, 25:13, 25:17) Підсумок: 4 місце в групі, пройшли до чвертьфіналу Чвертьфінал: США — 2:3 (25:20, 23:25, 25:21, 18:25, 12:15) Підсумок: не пройшли до півфіналу |          |
| 6  | Владо Петкович    | 1983, Кралево, Сербія              | волейбол (чоловічий турнір) | Група В: Росія — 1:3 (25:20, 21:25, 22:25, 14:25) Бразилія — 1:3 (27:25, 20:25, 17:25, 21:25) Польща — 1:3 (29:31, 25:22, 22:25, 21:25) Німеччина — 3:1 (25:21, 27:25, 24:26, 25:23) Єгипет — 3:0 (25:16, 25:13, 25:17) Підсумок: 4 місце в групі, пройшли до чвертьфіналу Чвертьфінал: США — 2:3 (25:20, 23:25, 25:21, 18:25, 12:15) Підсумок: не пройшли до півфіналу |          |
| 7  | Марко Самарджич   | 1989, Іваніца, Сербія              | волейбол (чоловічий турнір) | Група В: Росія — 1:3 (25:20, 21:25, 22:25, 14:25) Бразилія — 1:3 (27:25, 20:25, 17:25, 21:25) Польща — 1:3 (29:31, 25:22, 22:25, 21:25) Німеччина — 3:1 (25:21, 27:25, 24:26, 25:23) Єгипет — 3:0 (25:16, 25:13, 25:17) Підсумок: 4 місце в групі, пройшли до чвертьфіналу Чвертьфінал: США — 2:3 (25:20, 23:25, 25:21, 18:25, 12:15) Підсумок: не пройшли до півфіналу |          |
| 8  | Іван Мількович    | 1979, Ниш, Сербія                  | волейбол (чоловічий турнір) | Група В: Росія — 1:3 (25:20, 21:25, 22:25, 14:25) Бразилія — 1:3 (27:25, 20:25, 17:25, 21:25) Польща — 1:3 (29:31, 25:22, 22:25, 21:25) Німеччина — 3:1 (25:21, 27:25, 24:26, 25:23) Єгипет — 3:0 (25:16, 25:13, 25:17) Підсумок: 4 місце в групі, пройшли до чвертьфіналу Чвертьфінал: США — 2:3 (25:20, 23:25, 25:21, 18:25, 12:15) Підсумок: не пройшли до півфіналу |          |
| 9  | Мілош Нікич       | 1986, Будва, Чорногорія            | волейбол (чоловічий турнір) | Група В: Росія — 1:3 (25:20, 21:25, 22:25, 14:25) Бразилія — 1:3 (27:25, 20:25, 17:25, 21:25) Польща — 1:3 (29:31, 25:22, 22:25, 21:25) Німеччина — 3:1 (25:21, 27:25, 24:26, 25:23) Єгипет — 3:0 (25:16, 25:13, 25:17) Підсумок: 4 місце в групі, пройшли до чвертьфіналу Чвертьфінал: США — 2:3 (25:20, 23:25, 25:21, 18:25, 12:15) Підсумок: не пройшли до півфіналу |          |
| 10 | Андрія Герич      | 1977, Новий Сад, Сербія            | волейбол (чоловічий турнір) | Група В: Росія — 1:3 (25:20, 21:25, 22:25, 14:25) Бразилія — 1:3 (27:25, 20:25, 17:25, 21:25) Польща — 1:3 (29:31, 25:22, 22:25, 21:25) Німеччина — 3:1 (25:21, 27:25, 24:26, 25:23) Єгипет — 3:0 (25:16, 25:13, 25:17) Підсумок: 4 місце в групі, пройшли до чвертьфіналу Чвертьфінал: США — 2:3 (25:20, 23:25, 25:21, 18:25, 12:15) Підсумок: не пройшли до півфіналу |          |
| 11 | Саша Старович     | 1988, Боснія і Герцеговина         | волейбол (чоловічий турнір) | Група В: Росія — 1:3 (25:20, 21:25, 22:25, 14:25) Бразилія — 1:3 (27:25, 20:25, 17:25, 21:25) Польща — 1:3 (29:31, 25:22, 22:25, 21:25) Німеччина — 3:1 (25:21, 27:25, 24:26, 25:23) Єгипет — 3:0 (25:16, 25:13, 25:17) Підсумок: 4 місце в групі, пройшли до чвертьфіналу Чвертьфінал: США — 2:3 (25:20, 23:25, 25:21, 18:25, 12:15) Підсумок: не пройшли до півфіналу |          |
| 12 | Марко Подрашчанин | 1987, Новий Сад, Сербія            | волейбол (чоловічий турнір) | Група В: Росія — 1:3 (25:20, 21:25, 22:25, 14:25) Бразилія — 1:3 (27:25, 20:25, 17:25, 21:25) Польща — 1:3 (29:31, 25:22, 22:25, 21:25) Німеччина — 3:1 (25:21, 27:25, 24:26, 25:23) Єгипет — 3:0 (25:16, 25:13, 25:17) Підсумок: 4 місце в групі, пройшли до чвертьфіналу Чвертьфінал: США — 2:3 (25:20, 23:25, 25:21, 18:25, 12:15) Підсумок: не пройшли до півфіналу |          |
| 13 | Єлена Ніколич     | 1982, Белград, Сербія              | волейбол (жіночий турнір)   | Група В: Казахстан — 3:1 (25:21, 25:17, 23:25, 25:21) Алжир — 3:0 (25:14, 25:13, 25:13) Бразилія — 0:3 (15:25, 13:25, 23:25) Італія — 0:3 (23:25, 20:25, 19:25) Росія — 0:3 (21:25, 16:25, 20:25) Підсумок: 4 місце в групі, пройшли до чвертьфіналу Чвертьфінал: Куба — 0:3 (24:26, 19:25, 24:26) Підсумок: не пройшли до півфіналу                                    |          |
| 14 | Йована Бракочевич | 1988, Зренянин, Сербія             | волейбол (жіночий турнір)   | Група В: Казахстан — 3:1 (25:21, 25:17, 23:25, 25:21) Алжир — 3:0 (25:14, 25:13, 25:13) Бразилія — 0:3 (15:25, 13:25, 23:25) Італія — 0:3 (23:25, 20:25, 19:25) Росія — 0:3 (21:25, 16:25, 20:25) Підсумок: 4 місце в групі, пройшли до чвертьфіналу Чвертьфінал: Куба — 0:3 (24:26, 19:25, 24:26) Підсумок: не пройшли до півфіналу                                    |          |
| 15 | Івана Джерисіло   | 1983, Белград, Сербія              | волейбол (жіночий турнір)   | Група В: Казахстан — 3:1 (25:21, 25:17, 23:25, 25:21) Алжир — 3:0 (25:14, 25:13, 25:13) Бразилія — 0:3 (15:25, 13:25, 23:25) Італія — 0:3 (23:25, 20:25, 19:25) Росія — 0:3 (21:25, 16:25, 20:25) Підсумок: 4 місце в групі, пройшли до чвертьфіналу Чвертьфінал: Куба — 0:3 (24:26, 19:25, 24:26) Підсумок: не пройшли до півфіналу                                    |          |
| 16 | Мая Огненович     | 1984, Зренянин, Сербія             | волейбол (жіночий турнір)   | Група В: Казахстан — 3:1 (25:21, 25:17, 23:25, 25:21) Алжир — 3:0 (25:14, 25:13, 25:13) Бразилія — 0:3 (15:25, 13:25, 23:25) Італія — 0:3 (23:25, 20:25, 19:25) Росія — 0:3 (21:25, 16:25, 20:25) Підсумок: 4 місце в групі, пройшли до чвертьфіналу Чвертьфінал: Куба — 0:3 (24:26, 19:25, 24:26) Підсумок: не пройшли до півфіналу                                    |          |
| 17 | Наташа Крсманович | 1985, Ужиці, Сербія                | волейбол (жіночий турнір)   | Група В: Казахстан — 3:1 (25:21, 25:17, 23:25, 25:21) Алжир — 3:0 (25:14, 25:13, 25:13) Бразилія — 0:3 (15:25, 13:25, 23:25) Італія — 0:3 (23:25, 20:25, 19:25) Росія — 0:3 (21:25, 16:25, 20:25) Підсумок: 4 місце в групі, пройшли до чвертьфіналу Чвертьфінал: Куба — 0:3 (24:26, 19:25, 24:26) Підсумок: не пройшли до півфіналу                                    |          |
| 18 | Брижитка Молнар   | 1985, Клек, Сербія                 | волейбол (жіночий турнір)   | Група В: Казахстан — 3:1 (25:21, 25:17, 23:25, 25:21) Алжир — 3:0 (25:14, 25:13, 25:13) Бразилія — 0:3 (15:25, 13:25, 23:25) Італія — 0:3 (23:25, 20:25, 19:25) Росія — 0:3 (21:25, 16:25, 20:25) Підсумок: 4 місце в групі, пройшли до чвертьфіналу Чвертьфінал: Куба — 0:3 (24:26, 19:25, 24:26) Підсумок: не пройшли до півфіналу                                    |          |
| 19 | Йована Весович    | 1987, Ужиці, Сербія                | волейбол (жіночий турнір)   | Група В: Казахстан — 3:1 (25:21, 25:17, 23:25, 25:21) Алжир — 3:0 (25:14, 25:13, 25:13) Бразилія — 0:3 (15:25, 13:25, 23:25) Італія — 0:3 (23:25, 20:25, 19:25) Росія — 0:3 (21:25, 16:25, 20:25) Підсумок: 4 місце в групі, пройшли до чвертьфіналу Чвертьфінал: Куба — 0:3 (24:26, 19:25, 24:26) Підсумок: не пройшли до півфіналу                                    |          |
| 20 | Саня Малагурскі   | 1990, Суботиця, Сербія             | волейбол (жіночий турнір)   | Група В: Казахстан — 3:1 (25:21, 25:17, 23:25, 25:21) Алжир — 3:0 (25:14, 25:13, 25:13) Бразилія — 0:3 (15:25, 13:25, 23:25) Італія — 0:3 (23:25, 20:25, 19:25) Росія — 0:3 (21:25, 16:25, 20:25) Підсумок: 4 місце в групі, пройшли до чвертьфіналу Чвертьфінал: Куба — 0:3 (24:26, 19:25, 24:26) Підсумок: не пройшли до півфіналу                                    |          |
| 21 | Весна Читакович   | 1979, Ужиці, Сербія                | волейбол (жіночий турнір)   | Група В: Казахстан — 3:1 (25:21, 25:17, 23:25, 25:21) Алжир — 3:0 (25:14, 25:13, 25:13) Бразилія — 0:3 (15:25, 13:25, 23:25) Італія — 0:3 (23:25, 20:25, 19:25) Росія — 0:3 (21:25, 16:25, 20:25) Підсумок: 4 місце в групі, пройшли до чвертьфіналу Чвертьфінал: Куба — 0:3 (24:26, 19:25, 24:26) Підсумок: не пройшли до півфіналу                                    |          |
| 22 | Мая Симанич       | 1980, Хорватія                     | волейбол (жіночий турнір)   | Група В: Казахстан — 3:1 (25:21, 25:17, 23:25, 25:21) Алжир — 3:0 (25:14, 25:13, 25:13) Бразилія — 0:3 (15:25, 13:25, 23:25) Італія — 0:3 (23:25, 20:25, 19:25) Росія — 0:3 (21:25, 16:25, 20:25) Підсумок: 4 місце в групі, пройшли до чвертьфіналу Чвертьфінал: Куба — 0:3 (24:26, 19:25, 24:26) Підсумок: не пройшли до півфіналу                                    |          |
| 23 | Стефана Велькович | 1990, Ягодина, Сербія              | волейбол (жіночий турнір)   | Група В: Казахстан — 3:1 (25:21, 25:17, 23:25, 25:21) Алжир — 3:0 (25:14, 25:13, 25:13) Бразилія — 0:3 (15:25, 13:25, 23:25) Італія — 0:3 (23:25, 20:25, 19:25) Росія — 0:3 (21:25, 16:25, 20:25) Підсумок: 4 місце в групі, пройшли до чвертьфіналу Чвертьфінал: Куба — 0:3 (24:26, 19:25, 24:26) Підсумок: не пройшли до півфіналу                                    |          |
| 24 | Сузана Чебич      | 1984, Косьєрич, Сербія             | волейбол (жіночий турнір)   | Група В: Казахстан — 3:1 (25:21, 25:17, 23:25, 25:21) Алжир — 3:0 (25:14, 25:13, 25:13) Бразилія — 0:3 (15:25, 13:25, 23:25) Італія — 0:3 (23:25, 20:25, 19:25) Росія — 0:3 (21:25, 16:25, 20:25) Підсумок: 4 місце в групі, пройшли до чвертьфіналу Чвертьфінал: Куба — 0:3 (24:26, 19:25, 24:26) Підсумок: не пройшли до півфіналу                                    |          |

### Велосипедний спорт
Брали участь два спортсмени в одній дисциплині — груповій шосейній гонці (чоловіки). З 90 велосипедистів, які фінішували, вони зайняли 66-е та 84-е місця.
| № | Спортсмен         | Рік і місце народження       | Дисципліна                       | Результати виступів        | Примітки |
| - | ----------------- | ---------------------------- | -------------------------------- | -------------------------- | -------- |
| 1 | Іван Стевич       | 1980, Белград, Сербія        | групова шосейна гонка (чоловіки) | 66 місце, 6:35,44 (+11:55) |          |
| 2 | Небойша Йованович | 1983, Бачки-Петровац, Сербія | групова шосейна гонка (чоловіки) | 84 місце, 6:49,59 (+26:10) |          |

### Легка атлетика
Брали участь 10 спортсменів (5 жінок і 5 чоловіків) у 10 дисциплінах.
| №  | Спортсмен         | Рік і місце народження           | Дисципліна                                   | Результати виступів | Примітки                   |
| -- | ----------------- | -------------------------------- | -------------------------------------------- | --- | -------------------------- |
| 1  | Олівера Євтич     | 1977, Ужиці, Сербія              | марафон (жінки)                              | Зійшла з дистанції на 23 км Підсумок: вибула з марафону |                            |
| 2  | Драгана Томашевич | 1982, Сремська Митровиця, Сербія | метання диска (жінки)                        | Кваліфікація: 1 — 55,59 2 — не зараховано 3 — 60,19 Підсумок: 13 місце                                                                                              |                            |
| 3  | Біляна Топич      | 1977, Шабац, Сербія              | потрійний стрибок (жінки)                    | Кваліфікація: 1 — не зараховано 2 — 14,11 3 — 14,14 Підсумок: 13 місце                                                                                              |                            |
| 4  | Івана Шпанович    | 1990, Зренянин, Сербія           | стрибки у довжину (жінки)                    | Кваліфікація: 1 — не зараховано 2 — не зараховано 3 — 6,30 Підсумок: 30 місце                                                                                       |                            |
| 5  | Таня Єлача        | 1990, Сремська Митровиця, Сербія | метання списа (жінки)                        | Кваліфікація: 1 — не зараховано 2 — не зараховано 3 — не зараховано Підсумок: вибула                                                                                |                            |
| 6  | Предраг Філіпович | 1978, Лесковац, Сербія           | спортивна ходьба на 20 кілометрів (чоловіки) | Підсумок: 41 місце, 1:28:15 |                            |
| 7  | Ненад Філіпович   | 1978, Лесковац, Сербія           | спортивна ходьба на 50 кілометрів (чоловіки) | Підсумок: 30 місце, 4:02:16 | Встановив особистий рекорд |
| 8  | Драгутін Топич    | 1971, Белград, Сербія            | стрибки у висоту (чоловіки)                  | Кваліфікація: 2,10 — пропустив 2,15 — вдало з першої спроби 2,20 — вдало з другої спроби 2,25 — вдало з третьої спроби 2,29 — три спроби невдало Підсумок: 17 місце |                            |
| 9  | Асмір Колашинац   | 1984, Скоп'є, Північна Македонія | штовхання ядра (чоловіки)                    | Кваліфікація: 1 — 18,32 2 — не зараховано 3 — 19,01 Підсумок: 33 місце                                                                                              |                            |
| 10 | Горан Нава        | 1981, Болонья, Італія            | біг на 1500 метрів (чоловіки)                | Раунд 1: 3:42,92 Підсумок: 6 місце |                            |

### Настільний теніс
Брав участь тільки один спортсмен, який не домігся значних результатів.
| № | Спортсмен              | Рік і місце народження | Дисципліна                 | Результати виступів | Примітки |
| - | ---------------------- | ---------------------- | -------------------------- | --- | -------- |
| 1 | Александар Каракашевич | 1975, Белград, Сербія  | чоловічий одиночний розряд | 1 раунд: Цем Цзен — 4:1 (11:8, 13:11, 11:7, 9:11, 11:1) 2 раунд: Йорген Персон — 2:4 (8-11, 11-8, 10-12, 11-8, 8-11, 7-11) Підсумок: не пройшов до 3 раунду |          |

### Плавання
Брали участь 9 спортсменів (4 жінки і 5 чоловіків) в 11 дисциплінах.
| № | Спортсмен             | Рік і місце народження | Дисципліна                           | Результати виступів | Примітки |
| - | --------------------- | ---------------------- | ------------------------------------ | --- | --- |
| 1 | Мирослава Найдановскі | 1988, Зренянин, Сербія | 50 метрів вільним стилем (жінки)     | Не стартувала | |
| 1 | Мирослава Найдановскі | 1988, Зренянин, Сербія | 100 метрів вільним стилем (жінки)    | Відбірковий заплив: 0:56,50 Підсумок: 38 місце | |
| 2 | Міліца Остоїч         | 1991, Белград, Сербія  | 200 метрів вільним стилем (жінки)    | Відбірковий заплив: 2:03,19 Підсумок: 40 місце | Рекорд Сербії |
| 3 | Наджа Хігл            | 1987, Панчево, Сербія  | 100 метрів брасом (жінки)            | Відбірковий заплив: 1:13,19 Підсумок: 43 місце | |
| 3 | Наджа Хігл            | 1987, Панчево, Сербія  | 200 метрів брасом (жінки)            | Відбірковий заплив: 2:32,78 Підсумок: 33 місце | |
| 4 | Маріца Штражмештер    | 1981, Кікінда, Сербія  | 100 метрів на спині (жінки)          | Відбірковий заплив: 1:03,56 Підсумок: 40 місце | Рекорд Сербії |
| 5 | Милорад Чавич         | 1984, Анахайм, США     | 100 метрів вільним стилем (чоловіки) | Відбірковий заплив: 0:48,15 Підсумок: 6 місце, пройшов до півфіналу Півфінал: не стартував                                                                                 | Відмовився від участі для того, щоб підготуватися до запливу на 100 м батерфляй |
| 5 | Милорад Чавич         | 1984, Анахайм, США     | 100 метрів батерфляєм (чоловіки)     | Відбірковий заплив: 0:50,76 Підсумок: 1 місце, пройшов до півфіналу Півфінал: 0:50,92 Підсумок: 1 місце, пройшов до фіналу Фінал: 0:50,59 Підсумок: 2 місце, срібна медаль | • У відбірковому запливі встановив Олімпійський рекорд і рекорд Європи • У фіналі встановив новий рекорд Європи • Відстав від переможця Майкла Фелпса на 0,01 секунди • Перша олімпійська медаль спортсмена • Перша і єдина срібна медаль Сербії на Олімпіаді 2008 |
| 6 | Іван Ленджер          | 1990, Зренянин, Сербія | 100 метрів батерфляєм (чоловіки)     | Відбірковий заплив: 0:53,41 Підсумок: 40 місце | |
| 7 | Владан Маркович       | 1977, Белград, Сербія  | 200 метрів батерфляєм (чоловіки)     | Відбірковий заплив: 2:03,12 Підсумок: 43 місце | |
| 8 | Радован Сілевскі      | 1986, Белград, Сербія  | 200 метрів вільним стилем (чоловіки) | Відбірковий заплив: 1:50,25 Підсумок: 40 місце | Рекорд Сербії |
| 9 | Чаба Сіладжи          | 1990, Сента, Сербія    | 100 метрів брасом (чоловіки)         | Відбірковий заплив: 1:02,31 Підсумок: 40 місце | |

### Стрілецький спорт
Брали участь 5 спортсменів (2 жінки та 3 чоловіки) в 9 дисциплінах.
| № | Спортсмен           | Рік і місце народження   | Дисципліна                                    | Результати виступів | Примітки |
| - | ------------------- | ------------------------ | --------------------------------------------- | --- | -------- |
| 1 | Ясна Шекарич        | 1965, Белград, Сербія    | пневматичний пістолет, 10 метрів (жінки)      | Кваліфікація: 96+94+98+96=384 Підсумок: 6 місце, пройшла до фіналу Фінал: 384+96,9=480,9 Підсумок: 6 місце               |          |
| 1 | Ясна Шекарич        | 1965, Белград, Сербія    | пістолет, 25 метрів (жінки)                   | Кваліфікація: (96+95+94)+(99+98+96)=578 Підсумок: 21 місце, не пройшла до фіналу                                         |          |
| 2 | Лідія Михайлович    | 1968, Ниш, Сербія        | пневматична гвинтівка, 10 метрів (жінки)      | Кваліфікація: 99+97+100+98=394 Підсумок: 20 місце, не пройшла до фіналу                                                  |          |
| 2 | Лідія Михайлович    | 1968, Ниш, Сербія        | гвинтівка з трьох положень, 50 метрів (жінки) | Кваліфікація: (99+100)+(96+95)+(97+99)=586 Підсумок: 4 місце, пройшла до фіналу Фінал: 586+100,0=686,0 Підсумок: 7 місце |          |
| 3 | Стеван Плетікосич   | 1972, Крагуєваць, Сербія | пневматична гвинтівка, 10 метрів (чоловіки)   | Кваліфікація: 100+98+100+98+99+100=595 Підсумок: 8 місце, пройшов до фіналу Фінал: 595+102,7=697,7 Підсумок: 7 місце     |          |
| 3 | Стеван Плетікосич   | 1972, Крагуєваць, Сербія | гвинтівка лежачи, 50 метрів (чоловіки)        | Кваліфікація: 99+99+99+98+100+99=594 Підсумок: 10 місце, не пройшов до фіналу                                            |          |
| 3 | Стеван Плетікосич   | 1972, Крагуєваць, Сербія | гвинтівка з трьох положень, 50 метрів         | Кваліфікація: (99+99+100+100)+(91+94+97+96)+(98+98+99+97)=1168 Підсумок: 11 місце, не пройшов до фіналу                  |          |
| 4 | Неманія Мирославлєв | 1970, Новий Сад, Сербія  | пневматична гвинтівка, 10 метрів (чоловіки)   | Кваліфікація: 99+98+98+100+100+98=593 Підсумок: 17 місце, не пройшов до фіналу                                           |          |
| 4 | Неманія Мирославлєв | 1970, Новий Сад, Сербія  | гвинтівка лежачи, 50 метрів (чоловіки)        | Кваліфікація: 100+99+99+97+99+96=590 Підсумок: 33 місце, не пройшов до фіналу                                            |          |
| 4 | Неманія Мирославлєв | 1970, Новий Сад, Сербія  | гвинтівка з трьох положень, 50 метрів         | Кваліфікація: (100+98+100+100)+(93+96+94+98)+(96+98+95+97)=1165 Підсумок: 20 місце, не пройшов до фіналу                 |          |
| 5 | Дамир Мікец         | 1984, Спліт, Хорватія    | пневматичний пістолет, 10 метрів (чоловіки)   | Кваліфікація: 96+98+95+99+98+94=580 Підсумок: 14 місце, не пройшов до фіналу                                             |          |
| 5 | Дамир Мікец         | 1984, Спліт, Хорватія    | пістолет, 50 метрів (чоловіки)                | Кваліфікація: 92+93+94+95+95+90=559 Підсумок: 8 місце, пройшов до фіналу Фінал: 559+96,8=655,8 Підсумок: 7 місце         |          |

### Теніс
Було заявлено про участь 5 учасників, проте одна спортсменка не змогла взяти участь внаслідок отриманої травми.
| № | Спортсмен       | Рік і місце народження | Дисципліна                                           | Результати виступів | Примітки |
| - | --------------- | ---------------------- | ---------------------------------------------------- | --- | --- |
| 1 | Єлена Янкович   | 1985, Белград, Сербія  | жіночий одиночний розряд                             | 1 раунд: Кара Блек — 6:3, 6:3 2 раунд: Альона Бондаренко — 7:5, 6:1 3 раунд: Домініка Цібулкова — 7:5, 6:1 Чвертьфінал: Сафіна Дінара Мубінівна — 2:6, 7:5, 3:6 Підсумок: не пройшла до півфіналу                                                                 | |
| 2 | Новак Джокович  | 1987, Белград, Сербія  | чоловічий одиночний розряд                           | 1 раунд: Роббі Джинепрі — 6:4, 6:4 2 раунд: Райнер Шуттлер — 6:4, 6:2 3 раунд: Южний Михайло — 7:6, 6:3 Чвертьфінал: Гаель Монфіс — 4:6, 6:1, 6:4 Півфінал: Рафаель Надаль — 4:6, 6:1, 4:6 Матч за третє місце: Джеймс Блейк — 6:3, 7:6 Підсумок: бронзова медаль | • Перша олімпійська медаль спортсмена. • Перша бронзова медаль Сербії на Олімпіаді в Пекіні • Найвище досягнення Сербії в цій дисципліні і в цьому виді спорту за всю історію |
| 2 | Новак Джокович  | 1987, Белград, Сербія  | чоловічий парний розряд (разом з Ненадом Зімоничем)  | 1 раунд: Мартін Дамм і Павел Візнер — 6:3, 0:6, 2:6 Підсумок: не пройшли до 2 раунду | |
| 3 | Ненад Зімонич   | 1976, Белград, Сербія  | чоловічий парний розряд (разом з Новаком Джоковичем) | 1 раунд: Мартін Дамм і Павел Візнер — 6:3, 0:6, 2:6 Підсумок: не пройшли до 2 раунду | |
| 4 | Янко Типсаревич | 1984, Белград, Сербія  | чоловічий одиночний розряд                           | 1 раунд: Давід Феррер — 7:6, 6:2 2 раунд: Олів'є Рохус — 6:7, 3:2 відмова грати внаслідок травми Підсумок: не пройшов до 3 раунду | |
| 5 | Ана Іванович    | 1987, Белград, Сербія  | жіночий одиночний розряд                             | | Відмовилась від виступу внаслідок травми |

### Футбол
Брали участь 18 спортсменів чоловічої збірної. Головний тренер — Мирослав Джукич.
| №  | Спортсмен           | Рік і місце народження     | Дисципліна                | Результати виступів | Примітки |
| -- | ------------------- | -------------------------- | ------------------------- | --- | -------- |
| 1  | Владимир Стойкович  | 1983, Лозніца, Сербія      | футбол (чоловічий турнір) | Група А: Австралія — 1:1 (0:0) Кот-д'Івуар — 2:4 (1:2) Аргентина — 0:2 (0:1) Підсумок: 4 місце в групі, не пройшли до чвертьфіналу |          |
| 2  | Саша Стаменкович    | 1985, Лесковац, Сербія     | футбол (чоловічий турнір) | Група А: Австралія — 1:1 (0:0) Кот-д'Івуар — 2:4 (1:2) Аргентина — 0:2 (0:1) Підсумок: 4 місце в групі, не пройшли до чвертьфіналу |          |
| 3  | Ненад Томович       | 1987, Крагуеваць, Сербія   | футбол (чоловічий турнір) | Група А: Австралія — 1:1 (0:0) Кот-д'Івуар — 2:4 (1:2) Аргентина — 0:2 (0:1) Підсумок: 4 місце в групі, не пройшли до чвертьфіналу |          |
| 4  | Слободан Райкович   | 1989, Белград, Сербія      | футбол (чоловічий турнір) | Група А: Австралія — 1:1 (0:0) Кот-д'Івуар — 2:4 (1:2) Аргентина — 0:2 (0:1) Підсумок: 4 місце в групі, не пройшли до чвертьфіналу |          |
| 5  | Душко Тошич         | 1985, Белград, Сербія      | футбол (чоловічий турнір) | Група А: Австралія — 1:1 (0:0) Кот-д'Івуар — 2:4 (1:2) Аргентина — 0:2 (0:1) Підсумок: 4 місце в групі, не пройшли до чвертьфіналу |          |
| 6  | Александар Коларов  | 1985, Новий Сад, Сербія    | футбол (чоловічий турнір) | Група А: Австралія — 1:1 (0:0) Кот-д'Івуар — 2:4 (1:2) Аргентина — 0:2 (0:1) Підсумок: 4 місце в групі, не пройшли до чвертьфіналу |          |
| 7  | Марко Йованович     | 1988, Белград, Сербія      | футбол (чоловічий турнір) | Група А: Австралія — 1:1 (0:0) Кот-д'Івуар — 2:4 (1:2) Аргентина — 0:2 (0:1) Підсумок: 4 місце в групі, не пройшли до чвертьфіналу |          |
| 8  | Милан Смілянич      | 1986, Кальмар, Швеція      | футбол (чоловічий турнір) | Група А: Австралія — 1:1 (0:0) Кот-д'Івуар — 2:4 (1:2) Аргентина — 0:2 (0:1) Підсумок: 4 місце в групі, не пройшли до чвертьфіналу |          |
| 9  | Андрія Калуджерович | 1987, Бачка-Топола, Сербія | футбол (чоловічий турнір) | Група А: Австралія — 1:1 (0:0) Кот-д'Івуар — 2:4 (1:2) Аргентина — 0:2 (0:1) Підсумок: 4 місце в групі, не пройшли до чвертьфіналу |          |
| 10 | Нікола Гулан        | 1989, Белград, Сербія      | футбол (чоловічий турнір) | Група А: Австралія — 1:1 (0:0) Кот-д'Івуар — 2:4 (1:2) Аргентина — 0:2 (0:1) Підсумок: 4 місце в групі, не пройшли до чвертьфіналу |          |
| 11 | Любомир Фейса       | 1979, Вербас, Сербія       | футбол (чоловічий турнір) | Група А: Австралія — 1:1 (0:0) Кот-д'Івуар — 2:4 (1:2) Аргентина — 0:2 (0:1) Підсумок: 4 місце в групі, не пройшли до чвертьфіналу |          |
| 12 | Предраг Павлович    | 1986, Крушевац, Сербія     | футбол (чоловічий турнір) | Група А: Австралія — 1:1 (0:0) Кот-д'Івуар — 2:4 (1:2) Аргентина — 0:2 (0:1) Підсумок: 4 місце в групі, не пройшли до чвертьфіналу |          |
| 13 | Зоран Тошич         | 1987, Зренянин, Сербія     | футбол (чоловічий турнір) | Група А: Австралія — 1:1 (0:0) Кот-д'Івуар — 2:4 (1:2) Аргентина — 0:2 (0:1) Підсумок: 4 місце в групі, не пройшли до чвертьфіналу |          |
| 14 | Душан Тадич         | 1988, Бачка-Топола, Сербія | футбол (чоловічий турнір) | Група А: Австралія — 1:1 (0:0) Кот-д'Івуар — 2:4 (1:2) Аргентина — 0:2 (0:1) Підсумок: 4 місце в групі, не пройшли до чвертьфіналу |          |
| 15 | Александар Живкович | 1977, Ниш, Сербія          | футбол (чоловічий турнір) | Група А: Австралія — 1:1 (0:0) Кот-д'Івуар — 2:4 (1:2) Аргентина — 0:2 (0:1) Підсумок: 4 місце в групі, не пройшли до чвертьфіналу |          |
| 16 | Джордже Ракич       | 1985, Крагуеваць, Сербія   | футбол (чоловічий турнір) | Група А: Австралія — 1:1 (0:0) Кот-д'Івуар — 2:4 (1:2) Аргентина — 0:2 (0:1) Підсумок: 4 місце в групі, не пройшли до чвертьфіналу |          |
| 17 | Гойко Качар         | 1987, Новий Сад, Сербія    | футбол (чоловічий турнір) | Група А: Австралія — 1:1 (0:0) Кот-д'Івуар — 2:4 (1:2) Аргентина — 0:2 (0:1) Підсумок: 4 місце в групі, не пройшли до чвертьфіналу |          |
| 18 | Милян Мрдакович     | 1982, Ниш, Сербія          | футбол (чоловічий турнір) | Група А: Австралія — 1:1 (0:0) Кот-д'Івуар — 2:4 (1:2) Аргентина — 0:2 (0:1) Підсумок: 4 місце в групі, не пройшли до чвертьфіналу |          |

## Зовнішні джерела
- Офіційний сайт Олімпійських ігор [Архівовано 20 липня 2006 у Wayback Machine.]